# Museo della comunicazione di Bologna
Il Museo della comunicazione e del multimediale, chiamato anche Museo Pelagalli  e Museo della comunicazione Mille voci... mille suoni, è una risorsa espositiva e divulgativa dedicata alla storia delle telecomunicazioni, dalle origini fino ai più recenti sviluppi.
La struttura museale, che accoglie oltre 2000 reperti originali e funzionanti, è ubicata in via Col di Lana, 7/L, nel Quartiere Porto di Bologna.
Fondato e animato da Giovanni Pelagalli, il museo ha ottenuto nel 2007 il riconoscimento del Premio UNESCO.
Il museo include il Museo Storico della Radio, dei Grammofoni, del Cinema e degli Strumenti Musicali Meccanici (1760-1960).